# 美しく燃える森
「美しく燃える森」（うつくしくもえるもり）は、東京スカパラダイスオーケストラの22枚目のシングル。2002年2月14日発売。発売元はcutting edge。

## 概要
- 歌モノシングル3部作の完結編。ボーカルは奥田民生。
- 初回プレスは紙ジャケット仕様。

## タイアップ
- キリンビール「キリンチューハイ氷結果汁」CMソング
- 朝日放送『東西芸人いきなり!2人旅』オープニングテーマ。

## 収録曲
（全編曲：東京スカパラダイスオーケストラ）
1. 美しく燃える森（5:05）
  - 作詞：谷中敦／作曲：川上つよし
2. SKA ME CRAZY（3:25）
  - 作詞：冷牟田竜之／作曲：NARGO
  - 2000年のGunslingersツアーから演奏されておりその際の音源が同ツアーを収録したアルバム『Gunslingers -LIVE BEST-』(2001)にも収録されているが、スタジオバージョンは本作で初収録となった。ライブで演奏されるアレンジとは異なり、スキンヘッドレゲエ調のアレンジとなっている[1]。
3. 睡蓮の舟（5:15）
  - 作曲：沖祐市
  - 本作ではインストゥルメンタルだが、谷中敦が歌詞を付けたバージョンが広末涼子のベスト・アルバム『広末涼子 Perfect Collection』に新曲として提供されている。
  - 作曲者の沖も自身のソロアルバム『ひつじさんとわたし』(2009)でセルフカバーしている。
4. 美しく燃える森（Instrumental）（5:32）
  - カラオケバージョンではなく、ボーカルラインをキーボードで演奏したバージョン。

## 収録アルバム
美しく燃える森
- オリジナル『Stompin' On DOWN BEAT ALLEY』（2002年5月22日）
- オムニバス『Tachytelic Night ～welcomes you to the FAR EAST～』（2003年3月5日）※FPM Bootleg House mix
- ライブ『ON TOUR』（2004年2月4日）
- オムニバス『コラボ.』（2004年2月18日）
- オムニバス『SPRING SPLASH No.1』（2004年3月31日）
- オムニバス『ヒッツ・アフター・ヒッツ! ～邦楽十年～』（2004年9月15日）
- オムニバス『a-box 〜avex Best Hit Collection〜』（2006年2月10日）
- ベスト『BEST OF TOKYO SKA 1998-2007』（2007年3月21日）
- つじあやの『COVER GIRL 2』（2008年9月24日）
- 星羅『ラブレターのかわりにこの詩を。』（2010年1月20日）
- ベスト『The Last』（2015年3月4日）
- ベスト『TOKYO SKA TREASURES 〜ベスト・オブ・東京スカパラダイスオーケストラ〜』（2020年3月18日）
- ベスト『NO BORDER HITS 2025→2001 〜ベスト・オブ・東京スカパラダイスオーケストラ〜』（2025年3月19日）

SKA ME CRAZY
- ライブ『Gunslingers -LIVE BEST-』（2001年3月14日）
- ライブ『ON TOUR』（2004年2月4日）
- オムニバス『ボナルー 2004』（2005年5月25日）
- ベスト『BEST OF TOKYO SKA 1998-2007』（2007年3月21日）
- ベスト『The Last』（2015年3月4日）

睡蓮の舟
- 広末涼子『広末涼子 Perfect Collection』（2002年2月27日）
- ベスト『The Last』（2015年3月4日）
- ベスト『TOKYO SKA TREASURES 〜ベスト・オブ・東京スカパラダイスオーケストラ〜』（2020年3月18日） - ファンクラブ限定盤のみ